# SUMO3
SUMO3 (англ. Small ubiquitin-like modifier 3) – білок, який кодується однойменним геном, розташованим у людей на короткому плечі 21-ї хромосоми. Довжина поліпептидного ланцюга білка становить 103 амінокислот, а молекулярна маса — 11 637.
| 10         |  | 20         |  | 30         |  | 40         |  | 50         |
| ---------- |  | ---------- |  | ---------- |  | ---------- |  | ---------- |
| MSEEKPKEGV |  | KTENDHINLK |  | VAGQDGSVVQ |  | FKIKRHTPLS |  | KLMKAYCERQ |
| GLSMRQIRFR |  | FDGQPINETD |  | TPAQLEMEDE |  | DTIDVFQQQT |  | GGVPESSLAG |
| HSF        |  |            |  |            |  |            |  |            |

A: Аланін

C: Цистеїн

D: Аспарагінова кислота

E: Глутамінова кислота

F: Фенілаланін

G: Гліцин

H: Гістидин

I: Ізолейцин

K: Лізин

L: Лейцин

M: Метіонін

N: Аспарагін

P: Пролін

Q: Глутамін

R: Аргінін

S: Серин

T: Треонін

V: Валін

Задіяний у таких біологічних процесах, як убіквітинування білків, альтернативний сплайсинг. 
Локалізований у цитоплазмі, ядрі.